# Ист Лексингтон (Вирџинија)
Ист Лексингтон (енгл. East Lexington) насељено је место без административног статуса у америчкој савезној држави Вирџинија.

## Демографија
По попису из 2010. године број становника је 1.463.
| Група             | 2000.    | 2010.         |
| Белци             | 0 (0,0%) | 1.226 (83,8%) |
| Афроамериканци    | 0 (0,0%) | 126 (8,6%)    |
| Азијати           | 0 (0,0%) | 41 (2,8%)     |
| Хиспаноамериканци | 0 (0,0%) | 29 (2,0%)     |
| Укупно            | 0        | 1.463         |